# Аглатова Анна Христофорівна
Анна Христофорівна Аглатова (рос. А́нна Христофо́ровна Агла́това, нар. 4 березня 1982, Кисловодськ, СРСР), — російська оперна співачка (сопрано). Закінчила Російську академію музики імені Гнесіних.